# Anastrepha castilloi
Anastrepha castilloi är en tvåvingeart som beskrevs av Allen L.Norrbom 1991. Anastrepha castilloi ingår i släktet Anastrepha och familjen borrflugor.
Artens utbredningsområde är Venezuela. Inga underarter finns listade i Catalogue of Life.